# Román Cuello
Román Cuello, vollständiger Name Román Marcelo Cuello Arizmendi, (* 4. April 1977 in Santa Lucía) ist ein ehemaliger uruguayischer Fußballspieler und -trainer.

## Karriere

### Spieler
Der 1,88 Meter große Offensivakteur Cuello stand zu Beginn seiner Karriere von 1997 bis 1998 in Reihen der Montevideo Wanderers. In den Spielzeiten 1999 und 2000 gehörte er der Erstligamannschaft von Frontera Rivera Chico an. 2001 spielte er für den Club Atlético Cerro. 2002 war Cuello bei Miramar Misiones aktiv. Im Jahr 2003 folgte eine Karrierestation beim Manta FC in Ecuador. In der Saison 2004 absolvierte er für den Club Atlético Rentistas 22 Partien in der Primera División und schoss dabei acht Tore. Mitte August 2005 schloss er sich bis zum Jahresende dem peruanischen Verein Alianza Lima an. In der Clausura 2006 bestritt er für den uruguayischen Erstligisten neun Ligaspiele und blieb aber ohne persönlichen Torerfolg. Ab Mitte 2006 setzte er seine Karriere in Chile bei Rangers de Talca fort. Im Januar 2007 wechselte er innerhalb der chilenischen Primera División zu Deportes Melipilla. Über eine Station bei Juventud in der Clausura 2008 gelangte Cuello im selben Jahr zu Inter Baku. Dort traf er auf seinen Landsmann Walter Guglielmone und wurde mit dem Team im Mai 2008 Aserbaidschanischer Meister. Ende Februar 2009 verließ er den aserbaidschanischen Klub, um sich CD Palestino in Chile anzuschließen. Bis Mitte August 2009 lief er dort in neun Erstligabegegnungen auf und erzielte zwei Treffer. Im Anschluss daran kehrte er nach Uruguay zurück und spielte bis in den Februar 2010 für den Racing Club de Montevideo, bei dem er in sechs Erstligaspielen der Apertura 2009 eingesetzt wurde und zwei Tore schoss. Überdies kam er in einer Partie (kein Tor) der Copa Libertadores 2010 zum Einsatz. Von Februar 2010 bis Mitte Januar 2011 erzielte er im Rahmen eines Engagements bei CD Cobresal fünf Tore bei 23 Erstligaeinsätzen. Anschließend war bis Anfang Oktober 2012 Centro Atlético Fénix sein Arbeitgeber. Saisonübergreifen bestritt er bei den Montevideanern 32 Erstligabegegnungen und traf viermal ins gegnerische Tor (2010/11: 12 Spiele/3 Tore; 2011/12: 20/1). Auch zwei Einsätze (kein Tor) in der Copa Sudamericana 2011 stehen für ihn zu Buche. Von Oktober 2012 bis Ende September 2013 spielte er für Boston River. Anschließend band er sich vertraglich an die Rampla Juniors, für die er einschließlich seines letzten Einsatzes am 21. Dezember 2013 gegen Deportivo Maldonado in der Apertura der Saison 2013/14 fünfmal in der Segunda División auflief. Nach der Saison 2013 beendete der Angreifer seine aktive Karriere.

### Trainer
Nach der Spielerlaufbahn wurde Román Cuello und begann seine Trainertätigkeit 2019 bei den Montevideo Wanderers. 2020 trainierte er Liverpool Montevideo. Von Juli 2021 bis April 2022 trainierte Cuello Montevideo City Torque. Im Juni 2023 wurde der Uruguayer als neuer Trainer beim chilenischen Zweitligaklub Deportes Temuco vorgestellt.

## Erfolge

### Spieler
Inter Baku
- Aserbaidschanischer Meister: 2008

### Trainer
Liverpool Montevideo
- Supercopa Uruguaya: 2020